# Neogotik

Das neogotische Rathaus in Wien

Die Neogotik (von altgriechisch νέος néos, deutsch ‚neu‘) oder Neugotik ist ein auf die Gotik zurückgreifender historistischer Kunst- und Architekturstil des 19. Jahrhunderts. Die Neugotik (Adjektiv dazu: neugotisch) zählt zu den frühesten stilistischen Unterarten des Historismus, der auf verschiedene Kunst- und Architekturstile der vorausgegangenen zwei Jahrtausende in diversen Kulturen zurückgriff, nachdem sich zuvor der Klassizismus an der Antike, vor allem am griechischen und römischen Tempelbau, orientiert hatte. In ihrer Folge entstanden auch die Neuromanik und die Neorenaissance.

## Einführung
Im Mittelpunkt der Verbreitung der Neugotik stand ein umfassendes Bau- und Einrichtungsprogramm, das bis in die Literatur und den Lebensstil Einzug hielt. Die Formensprache der Neugotik orientierte sich an einem idealisierten Mittelalterbild. Ihre Blüte hatte sie in der Zeit von 1830 bis 1900. Unter der Auffassung, an Freiheit und Geisteskultur mittelalterlicher Städte anzuknüpfen, errichtete man in neugotischem Stil vor allem Kirchen, Parlamente, Rathäuser und Universitäten, aber auch andere öffentliche Bauten wie Postämter, Schulen, Brücken oder Bahnhöfe.
Nach Erwin Panofsky war das Gothic Revival, wie es im Englischen genannt wird, von einer romantischen Sehnsucht nach einer nicht mehr zurückzuholenden Vergangenheit geprägt, wohingegen die Renaissance danach getrachtet habe, dem Alten eine neue Zukunft abzugewinnen.
In Deutschland führte die Neugotik einerseits zur „verfälschenden“ Überarbeitung originaler Bausubstanz, wobei original gotische ebenso wie barocke und andere ältere Bauten ohne jegliche Bedenken „neogotisiert“ wurden, andererseits konnten infolge des neu geweckten Interesses an den mittelalterlichen Stilen viele originale Bauwerke gerettet und renoviert werden, die man in vorausgegangenen Epochen weder geschätzt noch gepflegt hatte und die nur durch Zufall und Mangel an Mitteln, sie zu ersetzen, die Zeiten überstanden hatten. Die Neugotik erlosch in Deutschland weitgehend mit dem Ersten Weltkrieg, wurde aber danach teilweise vom Heimatschutz-Stil sublimiert. In manchen anderen Ländern wurden neugotische Kirchen vereinzelt noch bis in die zweite Hälfte des 20. Jahrhunderts errichtet.

## Großbritannien

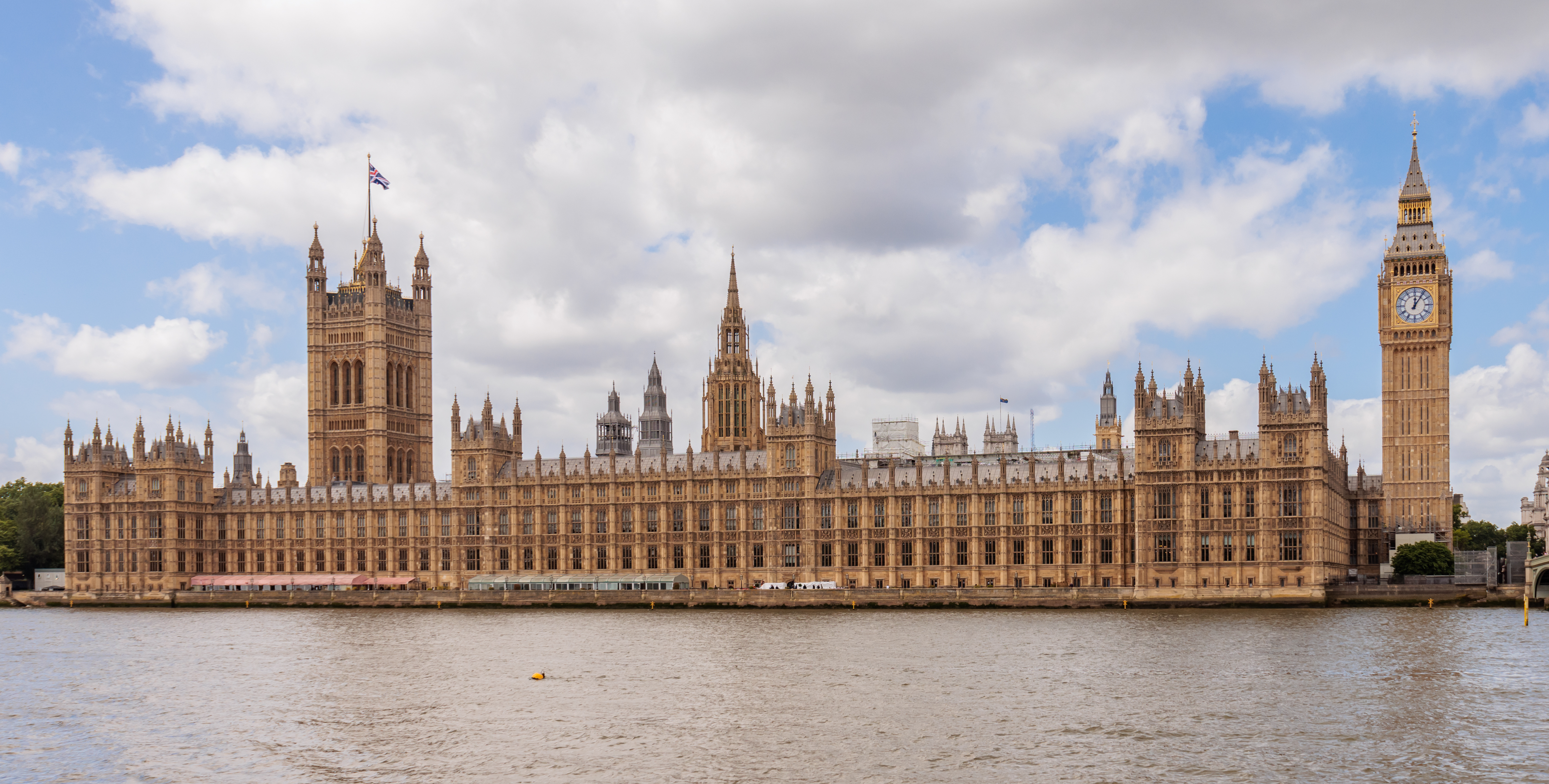
Westminster-Palast in London

Das Gothic Revival im Sinne einer Besinnung auf ältere Gotik begann in Großbritannien schon, während man noch im Anschluss an den Tudorstil spätgotische Formen weiterverwendete, was als Gothic Survival (Nachgotik) bezeichnet wird. Die Kathedrale von Dromore in der (nord-)irischen Grafschaft Down wurde ab 1661 dezidiert in Formen des frühgotischen Early English Style errichtet.
Neben enger Orientierung an mittelalterlichen Vorbildern wurden Bauten errichtet, deren Proportionen dem Rokoko oder dem Klassizismus entsprachen, die aber mit gotischem Dekor ausgestattet waren. Im Englischen wird dieser Stil als Gothick (mit ‚-ck‘) bezeichnet. Typische Wohnbauten aus der Frühzeit der Neugotik sind das Landhaus Strawberry Hill (Umbau ab 1749) des Schriftstellers und Politikers Horace Walpole und das Landhaus Fonthill Abbey des Exzentrikers William Beckford (1790er Jahre). Aber erst in den 1830er Jahren war der maßgebliche Durchbruch zu verzeichnen. Wie Günther Binding in seinem Buch über Maßwerke erwähnt, war im 19. Jahrhundert die englische Erforschung der Architekturgeschichte wesentlich durch das Bestreben motiviert, mittelalterliche Gotik stilecht nachzubauen.
Nach 1830 wurde zum Beispiel der Palace of Westminster (1840–1860) von Sir Charles Barry (1795–1860) unter Mitarbeit von Augustus Welby Pugin (1812–1852), eines weiteren führenden Neugotikers Großbritanniens, errichtet. Ein weiterer früher Vertreter der Neugotik in Großbritannien war der Schotte James Gillespie Graham (1776–1855), der vor allem Gebäude im Scottish gothic style, der schottischen Spielart der Neugotik, entwarf. Spätere Nachfolger waren George Gilbert Scott (1811–1878) und John Loughborough Pearson (1817–1897). Noch nach Mitte des 20. Jahrhunderts erhielten in England mittelalterliche Kirchen neugotische Erweiterungen, das konnte ein zusätzliches Seitenschiff sein, oder ein großer mehrschiffiger Neubau an einem kleinen einschiffigen Ausgangsbau.

## Deutschland

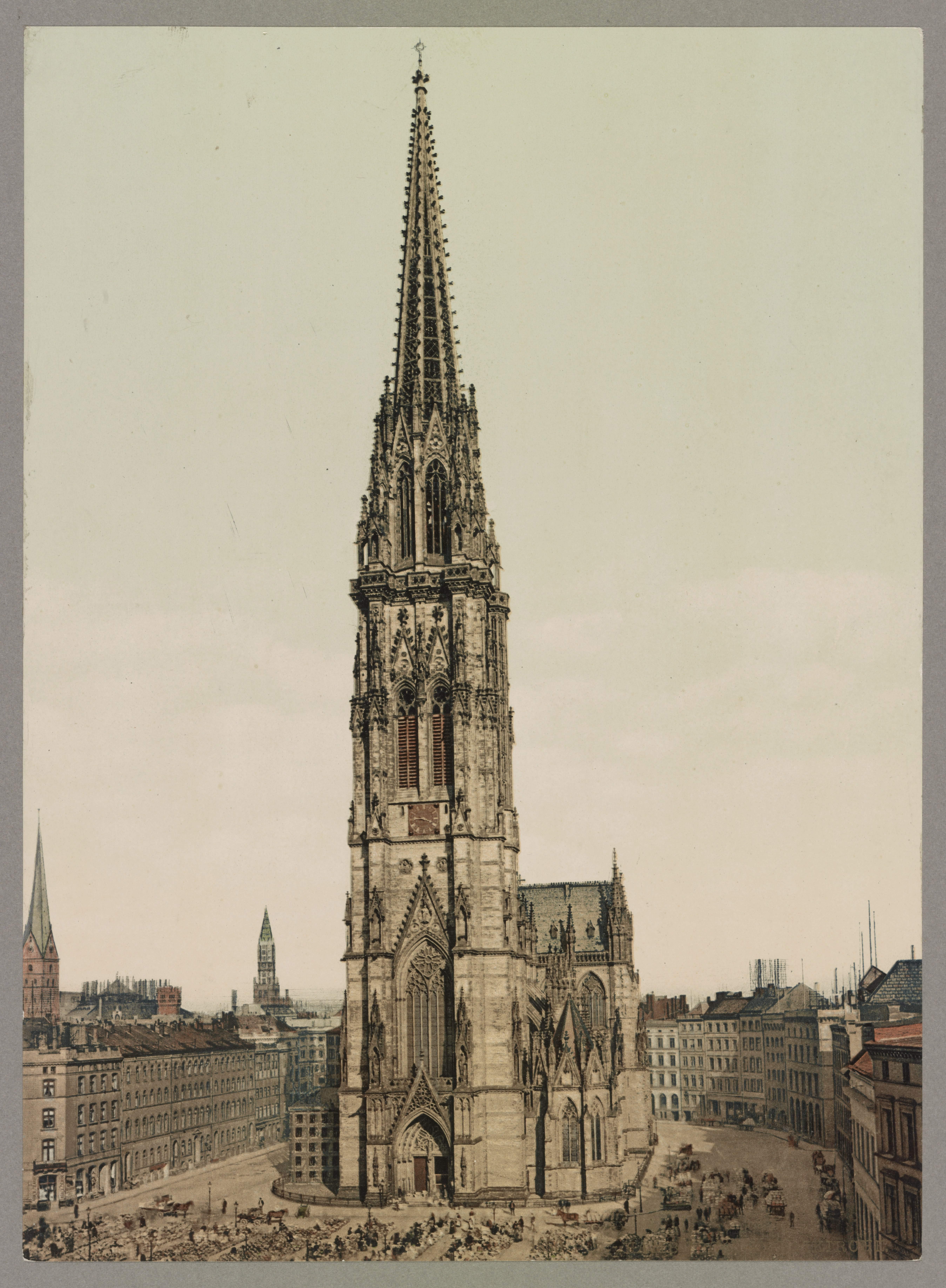
Nikolaikirche in Hamburg (um 1900)

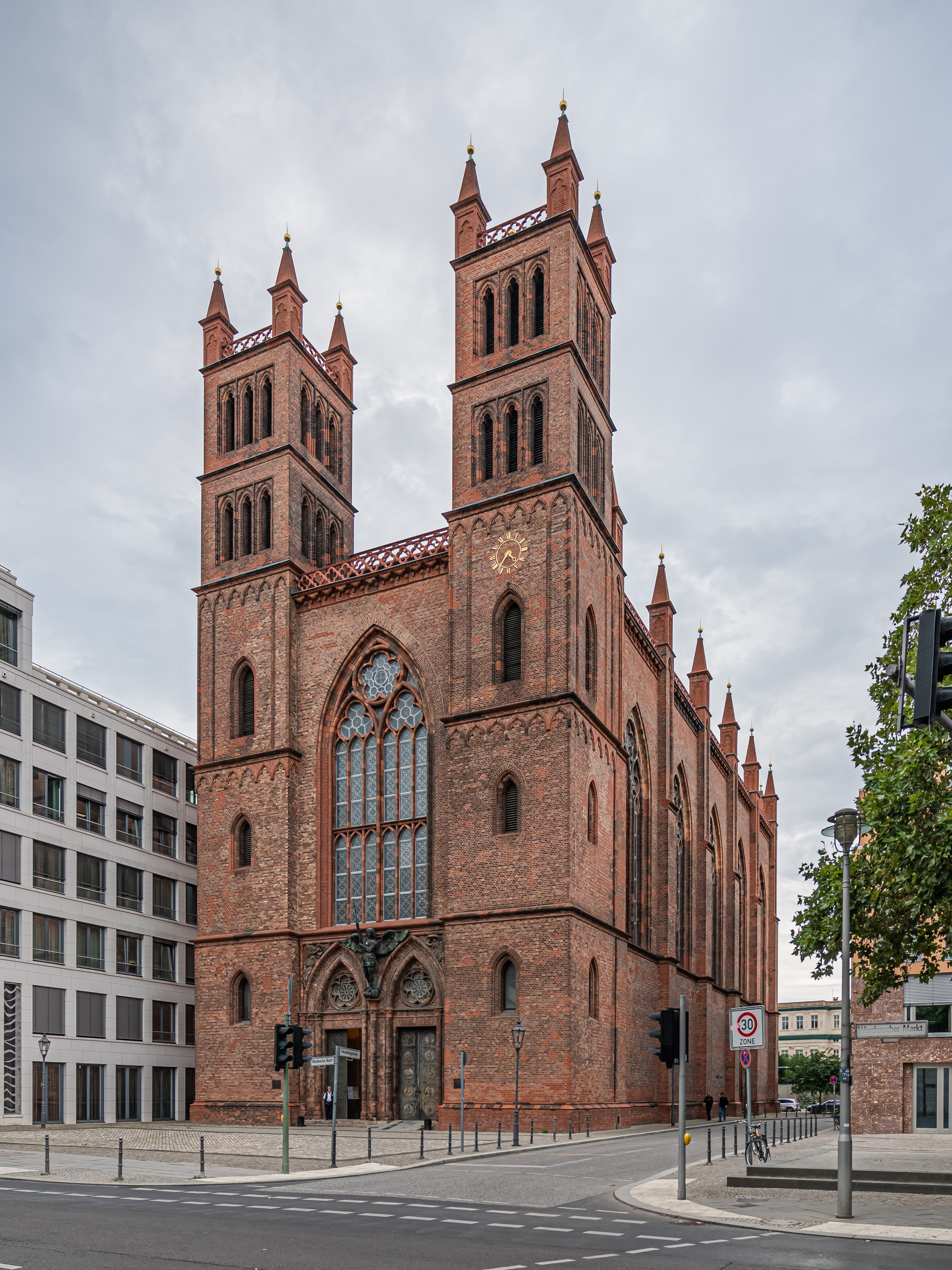
Friedrichswerdersche Kirche in Berlin

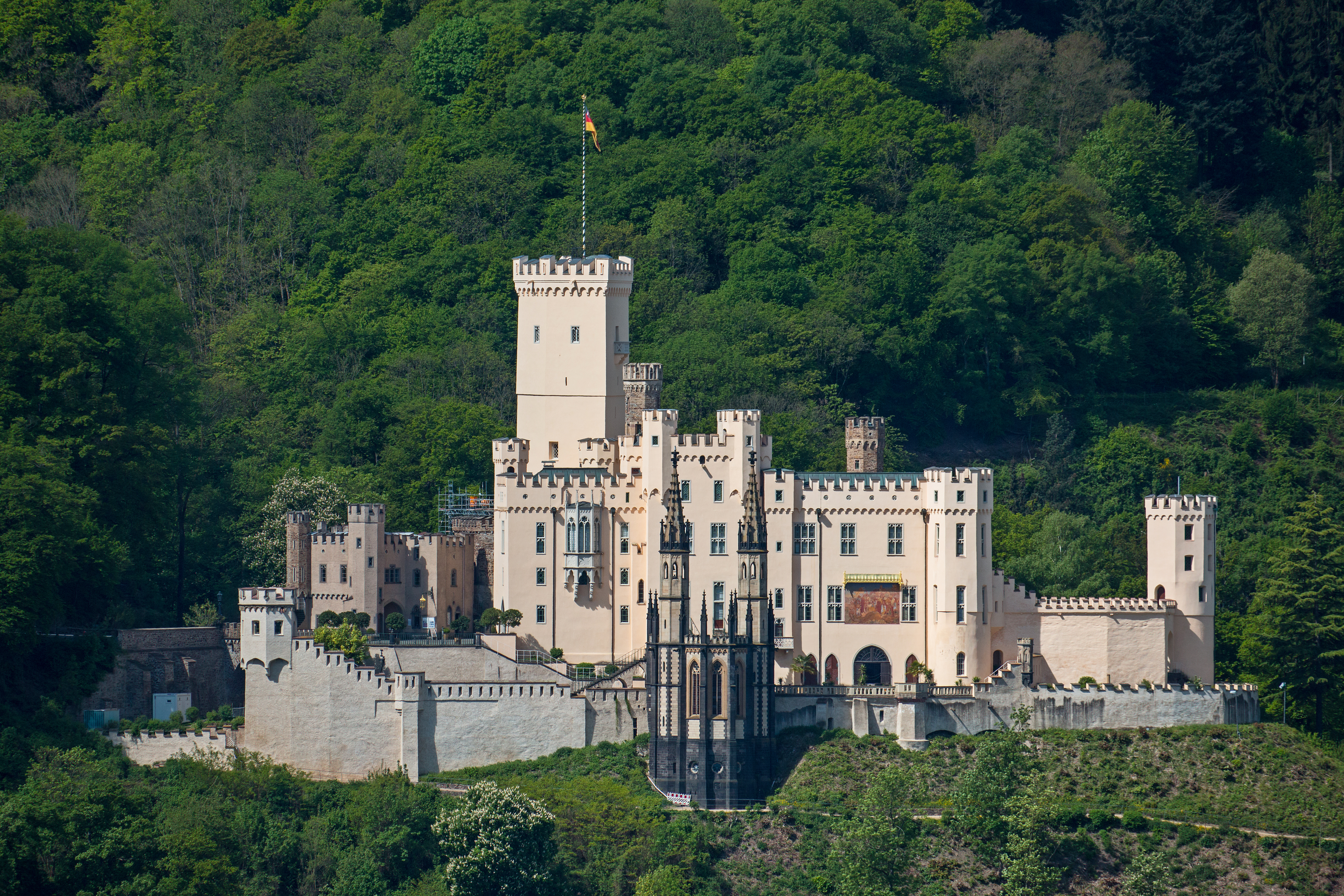
Schloss Stolzenfels in Koblenz

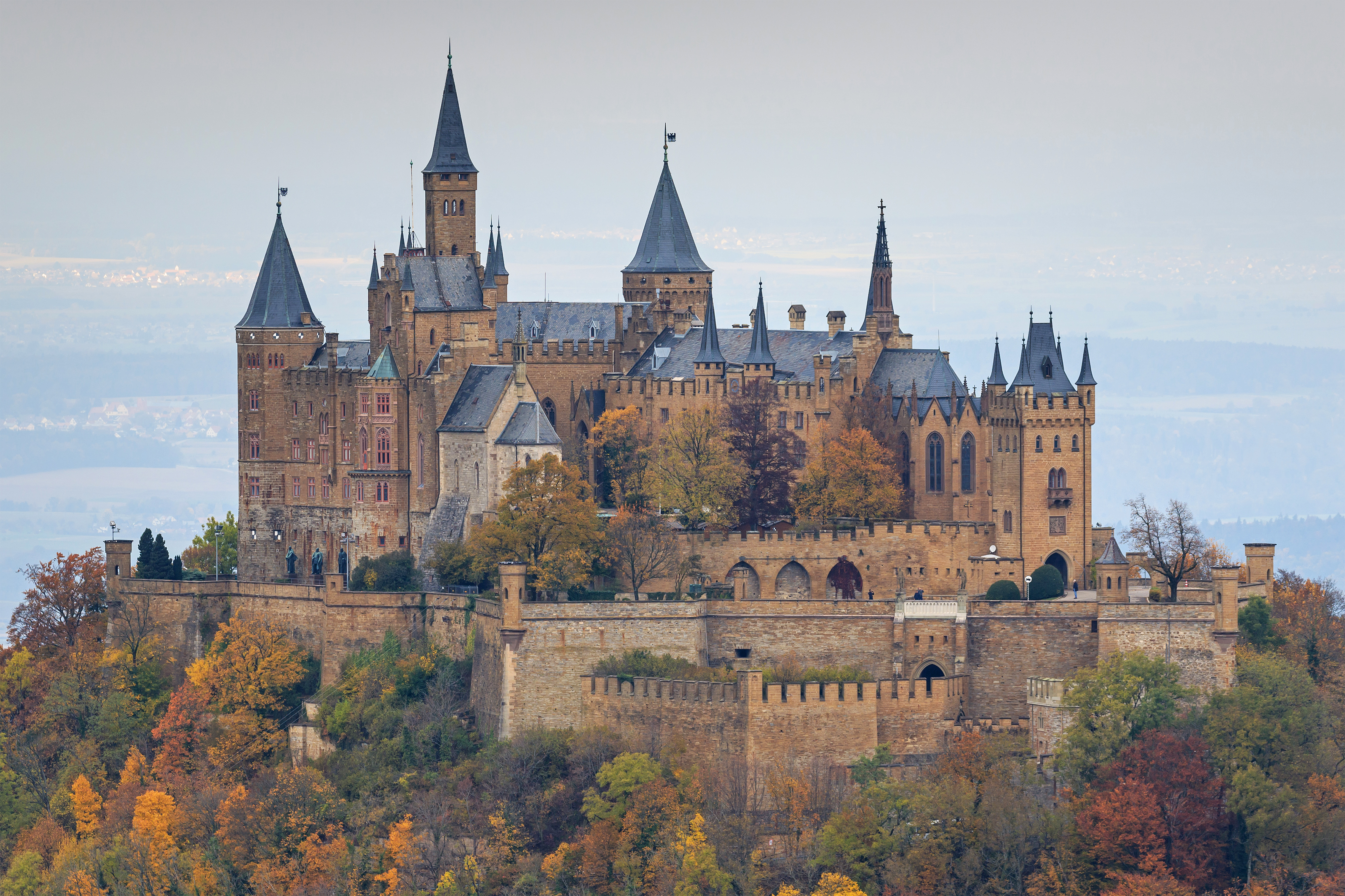
Burg Hohenzollern bei Hechingen

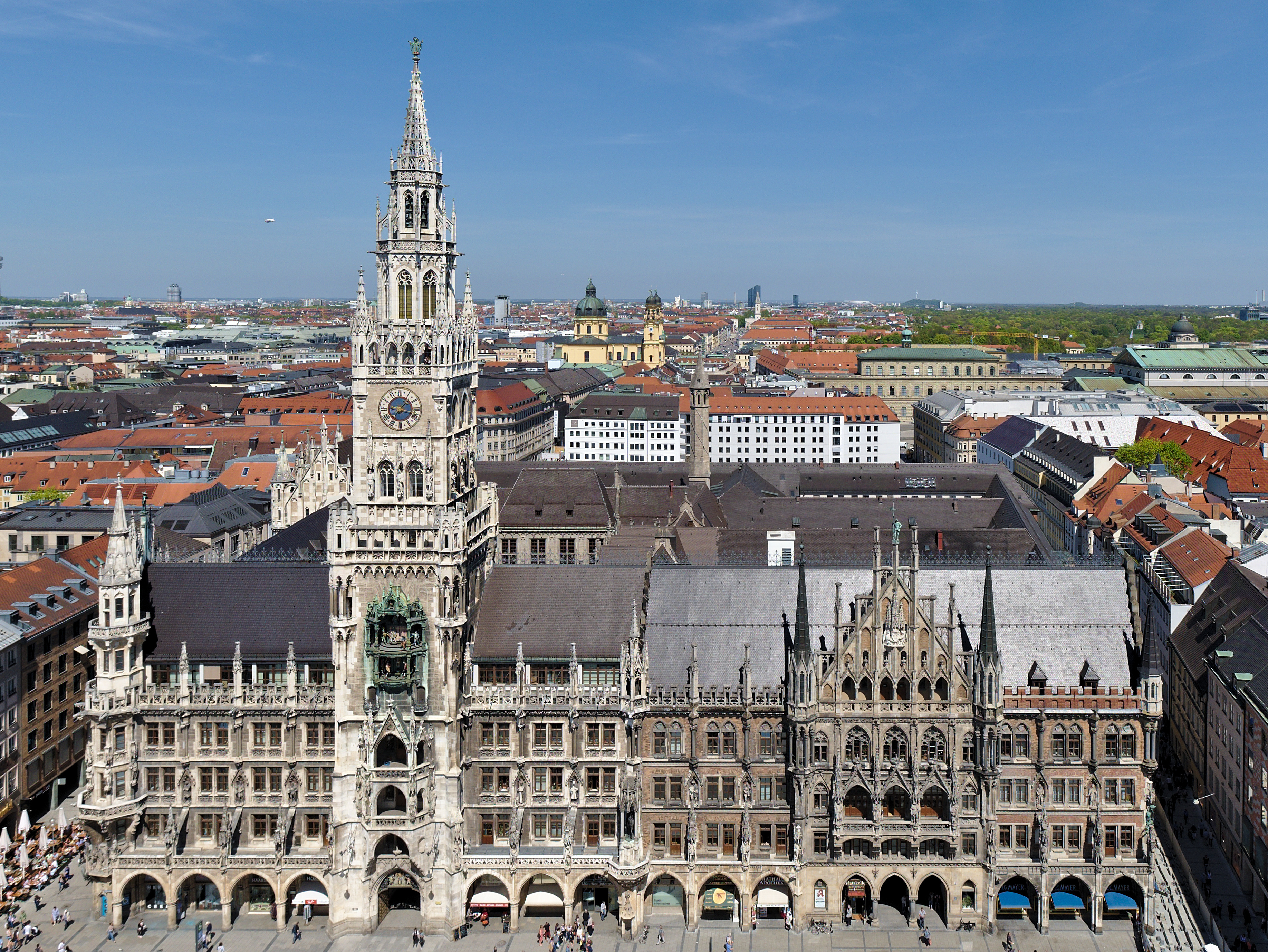
Neues Rathaus in München

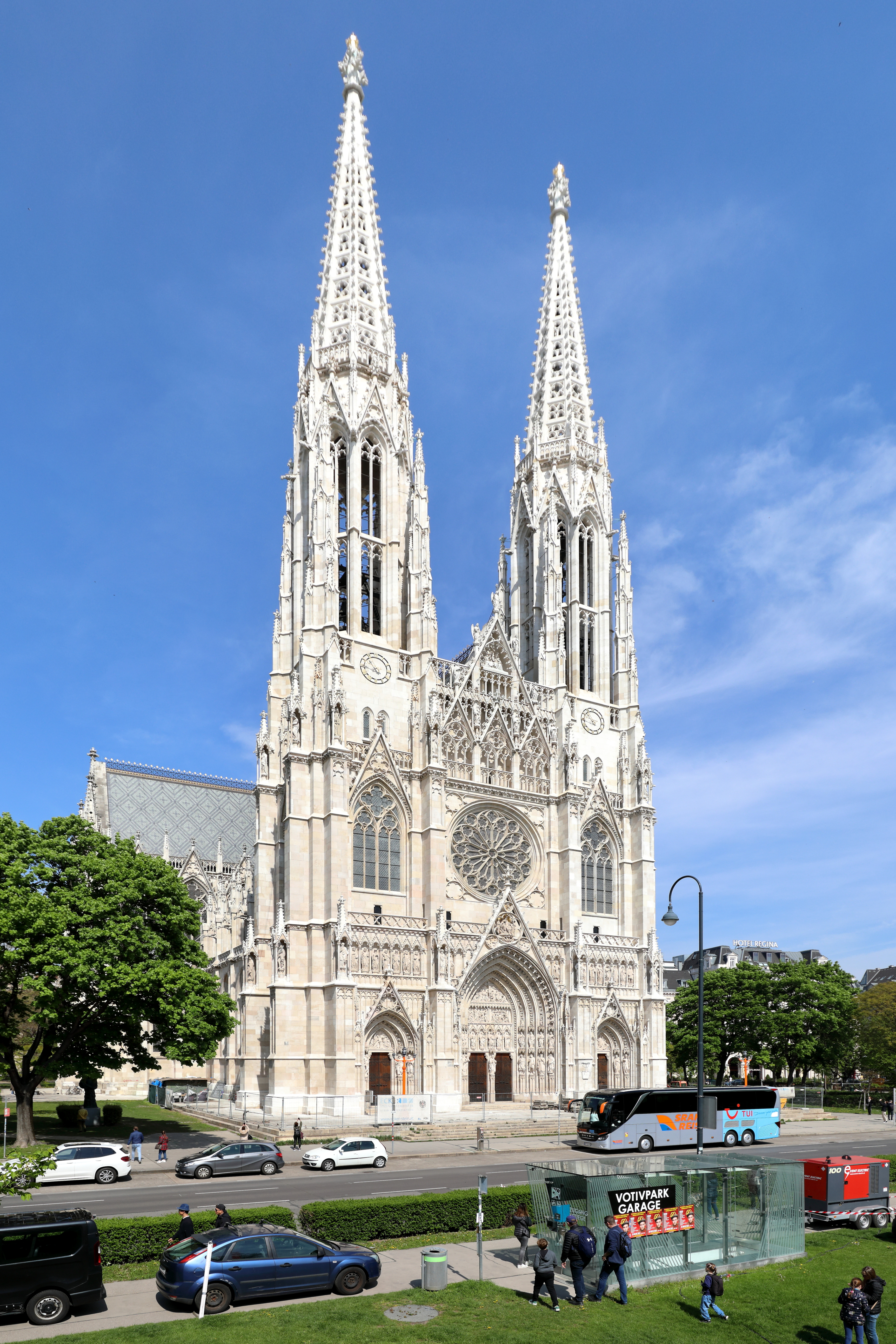
Votivkirche in Wien

### Frühe Stilrückgriffe
Auch in Deutschland gab es Rückgriffe auf ältere Gotik (im Unterschied zur späte Gotik fortschreibenden Nachgotik), die weniger modische Laune als vielmehr restaurative Demonstration waren. Ein Beispiel für frühe Neugotik und frühe Neuromanik in diesem Sinne ist die Jesuitenkirche Namen-Jesu in Bonn: Die Fassade zwischen den Türmen ist mit ihren antikisierenden Pilastern und ihrer gebrochenen Attika zweifellos barock, aber das Maßwerk ihrer Spitzbogenfenster ist kein spätgotisches Flamboyant, sondern zitiert Hochgotik, und die Schallöffnungen der Türme zitieren Romanik. Innen sind zwar Altäre und Kanzel barock, aber die schlichten Kreuzrippengewölbe sind früh- bis hochgotisch, sie sind nicht spätgotisch figuriert und erst recht nicht mit barockem Stuck zugepflastert.

### Bekannte Anfänge
Auf britische Anregung hin ließ Friedrich der Große 1755 das Nauener Tor in Potsdam errichten, das erste neugotische Bauwerk in Deutschland. Insbesondere bei den damaligen Parkbauten war die Stilrichtung beliebt: Fürst Leopold III. Friedrich Franz von Anhalt-Dessau (1740–1817) ließ im Wörlitzer Park ab 1773 das Gotische Haus bauen. Der Backsteinbau kombiniert Anregungen aus der italienischen (Blendarkaden am Nordgiebel), der englischen (Fensterfront) und vielleicht auch der niederländischen (Y-Maßwerk) Gotik, aber nicht der einheimischen Gotik des Magdeburger Umlandes. Landgraf Wilhelm IX. von Hessen-Kassel errichtete ab 1779 in Wilhelmsbad eine künstliche „gotische“ Ruine und im Bergpark Wilhelmshöhe die Löwenburg. Diese entstand nach Entwürfen von Heinrich Christoph Jussow in der Zeit von 1793 bis 1800 als Nachahmung einer englischen Ritterburg. Im saarländischen Niederwürzbach ließen die Grafen von der Leyen das Schloss Neu-Philippsburg errichten, welches einer der bedeutendsten Schlossbauten der Neugotik des 18. Jahrhunderts in Mitteleuropa war. Auf der Berliner Pfaueninsel ließ Friedrich Wilhelm II. (Preußen) von 1794 bis 1795 die Meierei in Form eines gotischen Klosters erbauen. Außerdem baute er von 1792 bis 1794 die Gotische Bibliothek im Neuen Garten. 

### Romantische Begeisterung
Für die Gotik-Rezeption in Deutschland ist Johann Wolfgang von Goethes 1773 veröffentlichter Aufsatz Von Deutscher Baukunst von besonderer Bedeutung. Goethe beschrieb den deutschen Baumeister Erwin von Steinbach als angeblich alleinigen Erbauer des Straßburger Münsters sowie als Genie und weckte schwärmerische Begeisterung für die damals noch weitgehend verachtete gotische Architektur, die nun als deutsche Baukunst verstanden und positiv bewertet wurde. Dass die gotische Baukunst historisch aus Frankreich stammte, war Goethe nicht bekannt. In der Folgezeit wurde die französische Herkunft von nationalistischen Anhängern einer vermeintlich „deutschen“ Gotik jahrzehntelang bestritten oder auch ignoriert.
Die Romantik zu Beginn des 19. Jahrhunderts führte in Deutschland zu einer Begeisterung für die mittelalterlichen Bauwerke, insbesondere für die großen Dome der Gotik und die Burgen. Wichtige Zeugnisse hierfür sind Friedrich Schlegels Aufsatz Grundzüge der gotischen Baukunst, oder auch die romantischen Landschaftsbilder von Caspar David Friedrich, Carl Gustav Carus, Julius von Leypold und dem vor allem als Architekt des Klassizismus bekannten Karl Friedrich Schinkel. Im Zuge dieser neuen Mode konnten auch alte Bauruinen wie der Kölner Dom (Wiederaufnahme des Baus 1846, Fertigstellung 1880) nach den Plänen des Mittelalters vollendet werden. Ähnlich ist es mit der Komplettierung des Ulmer Münsters (Fertigstellung des Westturmes 1890), das im Mittelalter unvollendet abgeschlossen worden war, aber durchaus nicht als Bauruine. Andere gotische Kirchen wurden purifiziert, das heißt, von nachträglichen Änderungen nachfolgender Stilepochen befreit, vervollständigt und von vermeintlichen Fehlern bereinigt. Die Vollendungen verwendeten die originalen Baupläne, es sind also aus kunsthistorischer Sicht noch (zum überwiegenden Teil) Bauwerke der mittelalterlichen Gotik.

### Backstein in der Neugotik
Mit dem Gotischen Haus im Wörlitzer Park zeigte schon einer der ersten neugotischen Bauten in Deutschland Außenmauern aus Backstein. Im mecklenburgischen Ludwigslust entstand 1803–1809 nach Plänen von Johann Christoph Heinrich von Seydewitz, fertiggestellt von Johann Georg Barca die katholische Kirche St. Helena und Andreas. Sie ist wohl der erste neugotische Backsteinbau Norddeutschlands nach dem Vorbild einheimischer Backsteingotik. Aus Unkenntnis wird dieser Ruhm vielfach dem Mausoleum Graf Carl von Alten bei Hannover zugeschrieben, errichtet 1842 für den General und Staatsmann Carl von Alten. Es wurde vom hannoverschen Stadtplaner Georg Ludwig Friedrich Laves entworfen und von Conrad Wilhelm Hase errichtet. Das Gebäude im heutigen Naturschutzgebiet Sundern zerfiel im Laufe der Zeit zur Ruine. Zu den Unterschieden zu mittelalterlicher Gotik gehört, dass man in der Neugotik Sichtbackstein auch in Gegenden verwendete, wo er im Mittelalter unüblich gewesen war. Andererseits wurde bei puristischen Rekonstruktionen mancherorts bauzeitlicher mittelalterlicher Werkstein aus Backsteinbauten entfernt, beispielsweise am Stralsunder Rathaus.

### Burgen und Schlösser
Vorhandene Burgruinen wurden gerne nach englischem Vorbild, dem Castellated Style wiederaufgebaut, dieser Wiederaufbau hatte allerdings nichts mehr mit der historischen Gestalt der Burg zu tun. Typische Beispiele dafür sind die Burg Hohenzollern bei Hechingen, das Schloss Stolzenfels in Koblenz sowie weitere Bauwerke der Rheinromantik. Zu den bekanntesten neugotischen Schlössern zählen Schloss Neuschwanstein (in einem Mix aus neoromanischen Gebäuden mit neugotischen Türmen und Einzelräumen), Schloss Marienburg bei Hannover (das an französisch-burgundische Spätgotik erinnert) und Schloss Lichtenstein (Württemberg). Der Coburger Herzog Ernst I. ließ ältere Burg-, Schloss- und Klosteranlagen neugotisch überarbeiten: Schloss Rosenau, Schloss Ehrenburg, Schloss Callenberg und Schloss Reinhardsbrunn. Ein kompletter Neubau ist die Löwenburg (Kassel), stark überarbeitete ältere Anlagen sind etwa das Schloss Braunfels oder das böhmische Schloss Hluboká nad Vltavou (Frauenberg).

### Ersatzbauten und Rekonstruktionen
Eine große Zahl mittelalterlicher Kirchen war in der ersten Hälfte des 19. Jahrhunderts in einem sehr schlechten Erhaltungszustand. Viele wurden in der zweiten Hälfte des Jahrhunderts mit neugotischen Veränderungen erneuert, etliche in neugotischem Stil völlig ersetzt. Im niedersächsischen Bereich entstanden die Neubauten oft unter der Leitung von Conrad Wilhelm Hase. Mancherorts erhielt er aber vom Vorgängerbau mehr, als seine Auftraggeber gewünscht hatten.

### Neubauten
Für neue Kirchen- und Profanbauten in den wachsenden Städten griff man gerne auf die gotische Architektur zurück und komponierte mit Formelementen aus dem reichen Erbe vorhandener Bauwerke eine neue idealisierte Architektur, die Neugotik. Dass dabei Formen des Kirchenbaus auch für Profanbauten verwendet wurden, ist keine neuzeitliche Wendung. Herausragende Beispiele für neugotische Repräsentationsbauten sind die Rathäuser in Großstädten wie Wien, München und dem Berliner Bezirk Köpenick aber auch Mittelstädten wie Hof und Weimar.
In dem einzigartigen historistischen Ensemble der Hamburger Speicherstadt gibt es Beispiele der Neuromanik, Neugotik und Neorenaissance. In sehr vielen der Lagerhausfassaden sind die Elemente verschiedener Stile kombiniert, Eklektizismus.

### Ausstattung von Kirchen
Für die Innenausstattung, insbesondere Altäre und Kanzeln der neuen und purifizierten Kirchen schuf man aufwändig geschnitzte Werke, die sich an die Elemente der Architektur anlehnen, aber ohne Vorbild waren. Diese Werke nannte man später abwertend Schreinergotik.
Die Glasmalerei erlebte ebenfalls eine neue Blüte, allerdings sind die neuen Werke realistischer und naturalistischer als die historischen Vorbilder. Viele derartige Ausstattungsgegenstände der Kirchen wurden ab 1960 aus Verachtung für die nachgemachten Stile wieder entfernt und zerstört.
Die neue Stilrichtung erfasste auch das Friedhofswesen. So gilt zum Beispiel als erstes neugotisches Kunstwerk auf einem bayerischen Friedhof das von Friedrich von Gärtner geschaffene und am 1. November 1831 enthüllte Denkmal am Massengrab der Sendlinger Mordweihnacht auf dem Alten Südlichen Friedhof in München.

### Nationalistische Stilwahl
Die Begeisterung für gotische Formen ließ im Deutschen Kaiserreich wieder nach, nachdem bekannt wurde, dass die Gotik keine deutsche, sondern ursprünglich eine französische Stilrichtung ist. Den gesuchten, typisch deutschen Stil glaubte man in der Romanik gefunden zu haben, worauf sich der Schwerpunkt auf romanische Formen verlagerte und die Neuromanik ihre Blüte erlebte. Gegen Ende des 19. Jahrhunderts gab es in Nürnberg als lokale Besonderheit eine besondere Ausprägung der Neugotik, den Nürnberger Stil, der an die hoch- und spätgotische Bautradition der Stadt anzuknüpfen versuchte. Zu den letzten Beispielen in Deutschland gehört die 1906 geweihte Paulskirche in München von Georg von Hauberrisser. Auch die Martinus-Kirche in Olpe (geweiht 1909) ist im neugotischen Stil erbaut.

### Abgegangene Neugotik
Im Zweiten Weltkrieg waren neugotische Bauten besonders im deutschen Sprachraum massiven Zerstörungen ausgesetzt. Fast alle bedeutenden neugotischen Kathedralen blieben jedoch vom Zusammensturz verschont, auch wenn die Dachstühle vielerorts ausbrannten. Eine Ausnahme bildet hier die Nikolaikirche in Hamburg, deren Schiffe nach den verheerenden Bombenangriffen der „Operation Gomorrha“ im Sommer 1943 zwar noch standen, deren Ruine aber im Jahr 1951 trotz Bürgerprotesten abgebrochen wurde. Nur der Turm ragt heute noch 147 m hoch aus dem Häusermeer (das Ulmer Münster ist nur 14 m höher). Er lässt die Größe der zerstörten Kirche erahnen, die sicherlich als eine der größten und prächtigsten gelten kann, die allein im Stil der Neugotik (ohne Teilstücke aus dem Mittelalter) erbaut worden sind.

## Übriges Mitteleuropa

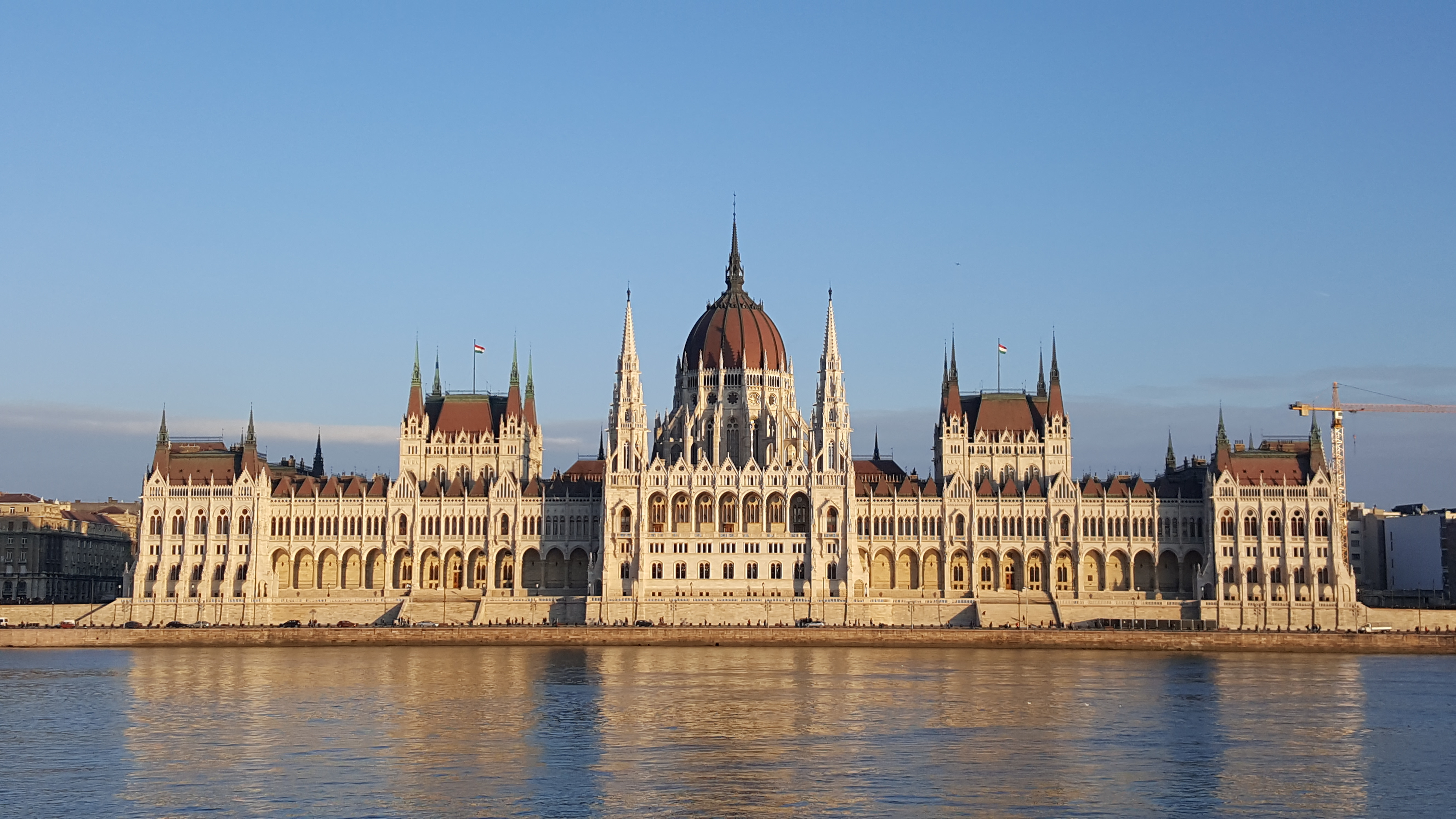
Parlamentsgebäude in Budapest

Eine der herausragenden neugotischen Fertigstellungsaktionen mittelalterlicher Kathedralbauten betraf den Veitsdom. Hier war es Václav Michal Pešina († 1859), Kanoniker am Veitsdom, der als Initiator des Weiterbaus im 19. Jahrhundert tätig war. Im Jahr 1859 wurde der Prager Dombauverein gegründet und 1861 begannen die Arbeiten. Erster Dombaumeister dieser zweiten Bauphase war Joseph Kranner, ein Vertreter der Neogotik. 1873 wurde Josef Mocker, ebenfalls ein Neogotiker, mit der Fertigstellung des Veitsdoms beauftragt. Von ihm stammt die umstrittene neogotische Westfassade mit ihren zwei Türmen. Der südliche, zur Stadt zugewandte Hauptturm wurde deswegen auch nicht mehr in seiner ursprünglich geplanten Form weitergeführt. Die endgültige Fertigstellung des Veitsdom nach mehrhundertjähriger Bauunterbrechung erfolgte 1929 durch Mockers Nachfolger Kamil Hilbert. Am 29. September dieses Jahres wurde der Dom zum tausendjährigen Todestag des Hl. Wenzel eingeweiht. In bescheidenerem Ausmaß wurde auch die Brünner Domkirche um die Wende zum 20. Jahrhundert neugotisch verschönert. Zwischen 1889 und 1891 wurde die Kathedrale St. Peter und Paul (Brünn) um ein neogotisches Presbyterium erweitert und ein mächtiger Altar im gleichen Stil hinzugefügt. Auch die Glasfenster mit Szenen aus dem Leben der Kirchenpatrone stammen aus dieser Zeit. Die heute wahrzeichenhaften Türme wurden 1901–1909 durch den Wiener Architekten August Kirstein († 1939) erbaut.
Die Neogotik als Symbol nationalen (Wieder-)Aufstiegs spielte auch in Ungarn eine bedeutende Rolle. Zwischen 1873 und 1896 wurden etwa an der Matthiaskirche von Budapest großzügige Umbauten und Erweiterungen nach Plänen von Frigyes Schulek vorgenommen. Im Zweiten Weltkrieg wurde die Matthiaskirche schwer beschädigt, jedoch 1950–1960 nach den Originalplänen von Schulek wieder aufgebaut. Der wohl größte neugotische Bau Ungarns ist das von 1885 bis 1904 errichtete Parlamentsgebäude in Budapest. Die Wahl des Stils ist sicherlich vom Londoner Vorbild inspiriert, der Baukörper und die Aufteilung der Hauptfassade aber auch vom klassizistischen Kapitol in Washington, D.C. beeinflusst.

## Frankreich
Als erste neugotische Kirche in Frankreich wurde 1844 die Basilika Notre-Dame de Bonsecours in der Normandie fertiggestellt. Einige bedeutende neugotische Kirchen sind Ersatzbauten für mittelalterliche Vorgänger, die erhalten aber baufällig oder auch nur zu klein geworden waren. Dazu gehört die Basilika Saint-Epvre (1864–1871) in Nancy in Lothringen. An der Kirche St-Christophe in Tourcoing nahe der belgischen Grenze sind nur noch Teile der Chorseitenschiffe mittelalterlich, die ganz übrige Kirche eine neugotische Neuschöpfung. In Frankreich war es der Architekturhistoriker Eugène Viollet-le-Duc, der den Standpunkt vertrat, wer den Geist verstanden hätte, in dem ein Gebäude im Mittelalter errichtet worden war, dürfe es in diesem Geist vervollkommnen. Fragwürdige Vermengungen von Rekonstruktion mittelalterlicher Bauten und neugotischen Zutaten gab es allerdings auch in anderen Ländern, nicht zuletzt in Deutschland.

## Belgien
In Belgien hatten im Ersten Weltkrieg vor allem die nordwestlichen Landesteile als Hauptkriegsschauplatz extreme Verwüstungen erlitten.
Beim Wiederaufbau wurden mancherorts Kirchen auch dort in gotischen Formen errichtet, wo der Vorgängerbau ganz anders ausgesehen hatte, manchmal als vereinfachter Wiederaufbau nach dem Achtzigjährigen Krieg des 16./17. Jahrhunderts, wie die Sint-Bavokerk in Westrozebeke, Gemeinde Staden, oder auch als Neubau wie die Sint-Godelievekerk (OE 23326) in Beitem, Gemeinde Roeselare, beide in Westflandern.

## Niederlande
In den Niederlanden hatte sich während des Unabhängigkeitskampfes gegen die spanischen Habsburger der Calvinismus als Staatsreligion durchgesetzt. Die in manchen Provinzen durchaus zahlreichen Katholiken hielten bis zur Zeit Napoleons ihre Messen im Untergrund. Nach ihrer Emanzipation errichteten sie allerorten Kirchen, die oft das Patrozinium trugen, das vor der Reformation die nun protestantische Kirche des Ortes gehabt hatte. Diese katholischen Kirchen in den Niederlanden wurden zumeist in neugotischem Stil errichtet, teilweise nach zunächst einfacheren Bauten.

## Neugotik in Nordamerika
In der nordamerikanischen Architektur spielte die Neugotik eine große Rolle im Kirchenbau. In den ersten derartigen Kirchen wurden gotische Formen verwendet, ohne mittelalterliche Gotik vollständig zu kopieren. Ein frühes Beispiel ehrgeiziger Neugotik ist die anglikanische Trinity Church in New York, erbaut 1839–46 von Richard Upjohn. Die Entwicklung griff sodann auf andere Gebäudearten über. Bis 1852 ließ sich der New Yorker Schauspieler Edwin Forrest als Landsitz die neugotische Nachbildung einer Burg namens Fonthill Castle errichten. Die 1888 begonnene anglikanische Kathedrale St. John the Divine in New York, ab 1911 fortgeführt von Ralph Adams Cram, ist unvollendet, nachdem 1999 die Bauarbeiten vorläufig eingestellt worden waren (Angesichts der vielen unvollendeten mittelalterlichen Bauten hat das etwas von Stilechtheit.). Von Cram, Goodhue & Ferguson wurde 1907 St. Thomas an der Fifth Avenue begonnen. Neben den Kirchen waren es bevorzugt Universitätsbauten, die sich der neugotischen Formensprache bedienten, so der Harkness Tower der Yale University, 1917–21 von James Gamble Rogers. An der University of Pittsburgh übertrifft der 1929–37 von Charles Z. Klauder errichtete Turmbau der Cathedral of Learning an Höhe bewusst den Ulmer Münsterturm.
Für viele der weltweit ersten Geschäftshochhäuser, die um 1910 bis 1920 in Städten wie New York oder Chicago entstanden, bediente man sich gotischer Architekturformen. Nicht zufällig erinnert der Tribune Tower in Chicago stark an den Hauptturm der Kathedrale von Rouen. Beim Woolworth Building (vollendet 1913, in New York City) von Cass Gilbert ist sogar im Grunde eine Kathedrale inklusive ihrer Seitenschiffe als modernes Bürohochhaus verwirklicht worden.
In Kanada wurde die Neugotik zum bestimmenden Architekturstil für Regierungsgebäude in beinahe allen Provinzen. So sind zahlreiche Gebäude in der Bundeshauptstadt Ottawa, darunter die Parlamentsgebäude, die von 1859 bis 1876 errichtet wurden, im Stil der Neugotik gestaltet. Der Architekt war der renommierte Thomas W. Fuller, der zudem 1881 zum Chief Dominion Architect ernannt wurde.

## Neugotik in Asien
Die venezianische Gotik war einer der bevorzugten Stile für öffentliche Bauten in Britisch-Indien. In den britischen Kolonien wurde der neogotische Stil auch mit einheimischer Architektur verquickt, beispielsweise beim Chhatrapati Shivaji Terminus, 1878–1887 als Victoria Station errichtet. Das Empfangsgebäude ist eines der größten der Welt und seit 2004 UNESCO-Weltkulturerbe. Kirchen wurden hingegen gerne in Anlehnung an britische Formen der Gotik errichtet.
Die Basílica de San Sebastián im Barangay Quiapo, Manila, wurde komplett aus Stahl nach Konstruktionsvorlagen von Gustave Eiffel erbaut und ist eines der wenigen Bauwerke, in denen Unternehmen aus Belgien, Deutschland und den Philippinen eingebunden waren. Sie wurde am 15. August 1891 eingeweiht.

## Neugotik in Neuseeland und Australien
Inspiriert von den neugotischen Bauten in Großbritannien entstand auch in den britischen Kolonien Australien und Neuseeland eine Reihe von neugotischen Bauten. Zu den bekanntesten Architekten, die Bauwerke in diesem Stil realisierten, gehören Benjamin Mountford und Robert Lawson. Insbesondere Kirchen wie die First Church of Otago in Dunedin wurden im neugotischen Stil errichtet. Auch bei einer Reihe von Wohnhäusern wurden zumindest Elemente der Neugotik eingearbeitet. So erinnert bei der Villa Larnach Castle, die Robert Lawson für einen neuseeländischen Politiker und Geschäftsmann errichtete, der Mittelteil an eine Burg. Umgeben ist dieser Teil jedoch von einer zweistöckigen verglasten Veranda, bei der die Träger aus Gusseisen sind. Die erst 2008 nach 108 Jahren Bauzeit fertiggestellte St John’s Cathedral in Brisbane ist der letzte gebaute neugotische Dom der Welt.

## Architekten (Auswahl)
- Charles Barry (1795–1860), britischer Architekt
- Wilhelm Bockslaff (1858–1945), deutschbaltischer Architekt
- Henrik Bull (1864–1953), norwegischer Architekt
- Friedrich Wilhelm Buttel (1796–1869), deutscher Architekt
- Pierre Cuypers (1827–1921), niederländischer Architekt
- Georg Adolf Demmler (1804–1886), deutscher Architekt
- Heinrich von Ferstel (1828–1883), österreichischer Architekt
- Edward William Godwin (1833–1886), britischer Architekt
- Bertram Goodhue (1869–1924), US-amerikanischer Architekt
- Arnold Güldenpfennig (1830–1908), deutscher Architekt, Paderborn
- Conrad Wilhelm Hase (1818–1902), deutscher Architekt, Hochschullehrer und Konsistorialbaumeister, Hannover
- Georg von Hauberrisser (1841–1922), deutsch-österreichischer Architekt
- Carl Alexander Heideloff (1789–1865), deutscher Architekt und Denkmalpfleger
- Bernhard Hertel (1862–1927), deutscher Architekt, Kölner Dombaumeister
- Hilger Hertel d. Ä. (1831–1890), deutscher Architekt und Diözesanbaumeister in Münster
- Christian Heyden (1803–1869), deutscher Architekt
- Rudolph Eberhard Hillebrand (1840–1924), deutscher Architekt und Bauunternehmer, Hannover
- Alexis Langer (1825–1904), schlesischer Architekt
- Carl Gotthard Langhans (1732–1808), schlesisch-preußischer Architekt
- Christian Friedrich von Leins (1814–1892), deutscher Architekt
- Simon Loschen (1818–1902), deutscher Architekt (Bremerhaven)
- Emil von Manger (1824–1902), deutscher Architekt und Diözesanbaumeister
- Max Meckel (1847–1910), deutscher Architekt
- Benjamin Mountfort (1825–1898), britischer Architekt in Neuseeland
- Joseph Daniel Ohlmüller (1791–1839), deutscher Architekt
- Edwin Oppler (1831–1880), deutscher Architekt, Hannover
- Johannes Otzen (1839–1911), deutscher Architekt, Berlin
- Ludwig Persius (1803–1845), preußischer Architekt, Berlin
- Caspar Clemens Pickel (1847–1939), deutscher Architekt
- Augustus Welby Northmore Pugin (1812–1852), englischer Architekt und Architekturtheoretiker
- Diogène Poisat (1818–1881), französischer Architekt, Pruntrut
- Theodor Quentin (1851–1905), deutscher Kirchenbaumeister
- Thomas Rickman (1776–1841), britischer Architekt
- Wilhelm Rincklake (1851–1927), deutscher Architekt und Benediktinermönch, Münster/Maria Laach
- John Ruskin (1819–1900), britischer Künstler und Sozialkritiker
- Jean-Baptiste Schacre (1808–1876), französischer Architekt
- Carl Schäfer (1844–1908), deutscher Architekt
- Karl Friedrich Schinkel (1781–1841), preußischer Architekt, Berlin
- Friedrich von Schmidt (1825–1891), deutscher Architekt, Wien
- Johann Baptist Schott (1853–1913), deutscher Architekt
- Sir George Gilbert Scott (1811–1878), britischer Architekt, London
- Ferdinand Stadler (1813–1870), Schweizer Architekt
- Vincenz Statz (1819–1898), deutscher Architekt
- Georg Gottlob Ungewitter (1820–1864), deutscher Baumeister und Architekt
- Eugène Viollet-le-Duc (1814–1879), französischer Architekt und Restaurator
- Friedrich Weinbrenner (1766–1826), deutscher Architekt, Karlsruhe
- Ernst Friedrich Zwirner (1802–1861), Kölner Dombaumeister

## Bauwerke (Auswahl)
- 1661: Anglikanische Kathedrale in Dromore (County Down), Nordirland
- 1749: Strawberry Hill bei London
- 1755: Nauener Tor in Potsdam
- 1773ff: Gotisches Haus im Wörlitzer Park bei Dessau
- 1780: Tschesmensker Kirche in Sankt Petersburg
- 1781–1787: Aufstockung und Turmhelme des Grossmünsters in Zürich (Schweiz)
- 1784–1790: Tendering Hall in Suffolk
- 1789–1790: Turmhelm der Marienkirche in Berlin
- 1800–1803: Waldschlösschen in Dresden
- 1803–1817: St. Helena und Andreas im Park von Schloss Ludwigslust
- 1804–1809: St.-Petri-Kirche im Wörlitzer Park
- 1806–1817: Schloss Rosenau bei Coburg
- 1810: Schloss Ehrenburg in Coburg
- 1818–1821: Nationaldenkmal auf dem Kreuzberg in Berlin
- 1824–1830: Friedrichswerdersche Kirche in Berlin
- 1826–1829: Burg Rheinstein
- 1826–1827: Schloss Reinhardsbrunn bei Friedrichroda im Landkreis Gotha
- 1831: Denkmal zur Sendlinger Mordweihnacht im Alten Südfriedhof in München
- 1831–1839: Mariahilfkirche in München
- 1834/1835 und 1844–1849: Schloss Babelsberg bei Potsdam
- 1836–1842: Schloss Stolzenfels bei Koblenz
- 1840–1844: Basilika Notre-Dame de Bonsecours, Seine-Maritime
- 1840–1860: Palace of Westminster mit dem Turm von Big Ben in London
- 1841: Rathaus in Weimar
- 1842–1845: Cholerabrunnen in Dresden
- 1842–1852: Apollinariskirche bei Remagen
- 1845–1849: St. Bonifatius in Wiesbaden
- 1845–1871: Schloss Frauenberg (Hluboká nad Vltavou) bei Budweis
- 1846/1847: Moorlose Kirche im Bremer Werderland
- 1846–1857: Basilika Ste-Clotilde in Paris
- 1848–1850: Schloss Sayn in Bendorf-Sayn bei Koblenz
- 1849–1855: Schloss Arenfels in Bad Hönningen
- 1850–1867: Burg Hohenzollern bei Hechingen
- 1850–1868: St. Patrick’s Cathedral in Melbourne, Australien
- 1852–1854: St. Matthias (Hohenbudberg) in Krefeld
- 1852–1874: Pfarrkirche St. Johann Baptist in München-Haidhausen
- 1853–1855: Leuchtturm Bremerhaven in Bremerhaven
- 1853–1855: Martinskirche in Stuttgart-Möhringen
- 1853–1856: Matthäuskirche in Zwickau-Bockwa
- 1853–1862: Marktkirche in Wiesbaden
- 1854–1862: Wasserschloss Moyland bei Bedburg-Hau (Niederrhein), Umbau
- 1854–1872: Liebfrauenkirche (Laeken) in Brüssel
- 1855–1876: Evangelische Stadtkirche in Baden-Baden
- 1856–1857: Schloss Callenberg bei Coburg
- 1856–1864: Regierung von Oberbayern und weitere Bauten der Maximilianstraße in München
- 1856–1879: Votivkirche in Wien
- 1857–1864: Elisabethenkirche in Basel
- 1857–1867: Schloss Marienburg bei Nordstemmen
- 1858–1878: St. Patrick’s Cathedral in New York
- 1858–1884: Marienbasilika in Kevelaer
- 1859–1861: Colombischlössle in Freiburg im Breisgau
- 1859–1864: Christuskirche in Hannover
- 1859–1864: Temple Saint-Étienne in Mülhausen
- 1862–1864: Schloss Imbshausen
- 1862–1924: Mariä-Empfängnis-Dom in Linz
- 1863–1869: Paulskirche (Schwerin)
- 1863–1888: Herz-Jesu-Kathedrale in Guangzhou, China
- 1864–1871: Basilika Saint-Epvre in Nancy
- 1864–1876: Johanneskirche am Feuersee, Stuttgart
- 1865–1866: Maria-Magdalenen-Kirche in Kiel
- 1865–1869: Stiftskirche Admont (erstes neugotisches Kirchengebäude in Österreich)
- 1865–1875: Kirche Maria vom Siege in Wien
- 1865–1879: Saint Fin Barre’s Cathedral, Cork
- 1865–1927: Parlament von Kanada in Ottawa
- 1866–1886: Heilig-Kreuz-Kirche in München-Giesing
- 1867–1909: Neues Rathaus in München
- 1868–1876: Bahnhof St Pancras und Midland Grand Hotel in London
- 1869: Bahnhof Bad Wimpfen
- 1869: Rathaus von Erfurt
- 1869: Schloss Hastenbeck bei Hameln
- 1871–1879: Kirche St. Maria in Stuttgart-Mitte
- 1872–1883: Rathaus in Wien
- 1874–1879: heutige Alte Universität (Auditoriengebäude) der Marburger Universität
- 1875: Kanpur Memorial Church
- 1875–1880: Dreikönigskirche in Frankfurt am Main
- 1876–1877: Humboldt-Schule in Kiel
- 1876–1885: Rijksmuseum Amsterdam
- 1876–1886: Peterskirche in Leipzig
- 1878–1888: Chhatrapati Shivaji Terminus in Mumbai
- 1880–1882: St. Johannis-Harvestehude Hamburg
- 1881–1887: Herz-Jesu-Kirche in Graz
- 1883–1892: Schlosskirche in Lutherstadt Wittenberg
- 1884–1888: Kirche St. Ägidius in Obertiefenbach, Hessen
- 1884–1888: Evangelische Stadtkirche (Wanfried)
- 1884–1999: Catedral de la Plata
- 1885–1904: Parlament in Budapest
- 1888–1890: Maria Himmelfahrt (Mülheim-Kärlich), Pfarrkirche des Stadtteils Mülheim
- 1889: Templeton Carpet Factory, Glasgow, Schottland
- 1890/1891: Südostflügel des Alten Rathauses in Hannover
- 1892–1897: Paulskirche in Straßburg
- 1892–1898: Propsteikirche St. Ludgerus, Billerbeck
- 1892–1898: Stadtpfarrkirche St. Nikolaus in Zwiesel
- 1892–1906: St. Paul in München
- 1893–1904: Gedächtniskirche der Protestation in Speyer
- 1894–1896: Oberbaumbrücke in Berlin
- 1894–1897 Kirche am Südstern in Berlin
- 1895–1901: St.-Bernhardus-Kirche in Karlsruhe
- 1896–1899: Evangelische St.-Jakobi-Kirche in Peine
- 1896–1901: St.-Agnes-Kirche in Köln
- 1897–1900: Rathaus St. Johann in Saarbrücken
- 1899–1905: St.-Petrus-und-Paulus-Kirche in Oostende, Belgien
- 1900: Verbindungshaus des K.St.V. Arminia Bonn, sog. Arminenhaus in Bonn
- 1901–1904: Christuskirche in Koblenz
- 1901–1906: Herz-Jesu-Kathedrale in Jinan, China
- 1901–1911: Kathedrale der Unbefleckten Empfängnis in Moskau
- 1901–2008: St John’s Cathedral in Brisbane, Australien
- 1905: St.-Matthias-Kirche in Sondershausen
- 1905–1906: Heilige Familie in Winterbach (Saar)
- 1906–1913: Sen Antuan Kilisesi, Istanbul (Beyoğlu)
- 1907–1990: Washington National Cathedral
- 1910: Cadet Chapel in West Point (New York)
- 1913–2002: Catedral da Sé in São Paulo, Brasilien
- 1957, erweitert 1973: Kristianskirken in Sønderborg (Sonderburg), Nordschleswig, Dänemark